# Bractwo (partia)
Bractwo – ukraińska nacjonalistyczno-anarchistyczna partia polityczna, zarejestrowana przez Ministerstwo Sprawiedliwości Ukrainy 5 sierpnia 2004 pod numerem 99. Liderem partii jest Dmytro Korczynśkyj.